# Sara Colzi
Sara Colzi (Prato, 13 febbraio 1976) è un'allenatrice di calcio ed ex calciatrice italiana, osservatrice FIGC per le Nazionali Femminili, docente di calcio nei corsi di formazione FIGC e allenatrice con patentino Uefa A, carriera comincita nei settori femminili col Castelfranco (poi divenuto Empoli) e Primavera della Fiorentina società nella quale nel primo anno è stata anche secondo allenatore della prima squadra del tecnico Sauro Fattori Ha lavorato a vari livelli nei settori maschili, nel Prato e nella Vaianese. Da maggio 2021 per alcuni mesi ha ricoperto l'incarico di Responsabile del settore femminile del Pontedera fino al dismpegno improvviso della società.
Da giocatrice era stata impiegata come centrocampista-esterno destro, all'occorrenza anche sinistro o punta centrale, giocando anche da esterno basso di difesa, dato che ha sempre abbinato le doti tecniche a un elevato dinamismo.

## Carriera
Ha iniziato a giocare nelle giovanili del Prato è poi passata in prima squadra in Serie B (1988-1989). In seguito ha praticato atletica, conseguendo tra gli altri risultati la medaglia d'argento sui 400 metri ai campionati italiani indoor (col crono di 56”68, nel 1993).
All'età di venti anni (1995) gioca in Brasile in Serie A nel Flamenco. Dopo due stagioni in cui pratica svariate attività sportive (tra cui un secondo posto sui 400 metri indoor ai Campionati italiani di atletica) torna a giocare a calcio in Italia in Serie A nell'A.C. La Piazza 96 di Castelfranco di Sotto per tre stagioni (dal 2001 al 2004). Dopo aver superato un infortunio che le fa perdere tutta la stagione, durante la stagione 2004-2005 si aggrega all'A.C.F. Firenze (Serie A2). Nella stagione 2005-2006 conquista la promozione in Serie A col Firenze mettendo a segno 11 reti.
Nella stagione 2006-2007 è in Serie A col Firenze (due reti all'attivo e 1419 minuti giocati) e raggiunge la convocazione per uno stage della Nazionale maggiore.
Nel 2007-2008 alla seconda stagione consecutiva in Serie A nel Firenze, colleziona 22 presenze e 5 reti per un totale di 1740 minuti in campo.
È sempre stata presente in tutte le partite (con 15 reti complessivamente messe a segno tra campionato e Coppa Italia) nelle due stagioni di Serie A col Firenze.
Durante la pausa invernale del campionato ha partecipato per la FIDAL per tre volte ai campionati toscani di società e individuali di corsa campestre (sulla distanza di 4 chilometri) giungendo sempre tra le prime dieci.
Al termine della stagione ha gareggiato su pista sui metri 800 laureandosi campionessa italiana UISP col tempo di 2'21”80, e alla fase regionale del campionato di società dove ha chiuso terza col tempo di 2'18”88.
Nel campionato 2008-2009 ha giocato sempre in Serie A nella Reggiana timbrando il cartellino presenza ancora una volta in tutte le 22 partite disputate in campionato per un totale di 1862 minuti in campo (più quelle di Coppa Italia dove la Reggiana ha raggiunto la final four), giocando prevalentemente da esterno basso di difesa e mettendo a segno 2 reti. Aveva firmato anche la prima rete stagionale della Reggiana nella gara di debutto in Coppa Italia. Durante la pausa invernale del campionato ha vinto al palazzetto dello sport di Firenze il titolo toscano indoor di atletica leggera sulla distanza degli 800 metri in 2'19"96 su pista da 160 metri.
Nel luglio del 2009 si è laureata in scienze motorie con una tesi sull'uso di medicinali e sul doping nel mondo del calcio professionistico dagli anni 50 ad oggi. La tesi ha dato spunto a un libro, "Fuori gioco, mezzo secolo di scandali sportivi che fa comodo dimenticare", scritto insieme ai giornalisti Carlo Carotenuto e Simone Pagnini. Anche nella stagione 2010-2011, per il terzo anno consecutivo, ha giocato nella Reggiana (che nella stagione precedente aveva vinto la Coppa Italia battendo nella finale di Capo D'Orlando la Torres) chiudendo la stagione con 7 reti all'attivo e contribuendo alla salvezza della squadra. A fine campionato fa anche due puntate in pista, sugli 800 metri, terza ai campionati toscani individuali assoluti, e sette giorni dopo è quinta alla fase regionale dei societari sempre sugli 800 metri col tempo di 2:20'36". Nel frattempo ha conseguito il patentino FIGC di allenatore Uefa B, risultando alla fine la migliore del corso al quale aveva partecipato anche l'ex juventino Birindelli. 
In questi anni fa parte dello staff tecnico del settore giovanile del Prato maschile. Nella stagione 2011-2012, pur mantenendo il ruolo di preparatore atletico nel Prato maschile, allena la formazione Juniores femminile del Valdarno di Castelfranco di Sotto (con cui ha centrato l'obiettivo di qualificarsi alle fasi nazionali) e contemporaneamente gioca nella prima squadra della stessa società (vincendo il campionato di Serie C Toscana, miglior realizzatrice della squadra. Nell'ottobre 2011 ha conseguito anche la laurea magistrale in scienza e tecnica dello sport. Nel febbraio 2012 si è laureata Campionessa toscana indoor sui 1500 metri correndo al Mandela Forum di Firenze in 4'56"67. Lascia la guida tecnica delle Juniores del Valdarno (che nel frattempo ha preso il nome di Castelfranco CF) nell'aprile 2013 dopo aver guidato la squadra al secondo posto nella fase interregionale del campionato.
Dal primo di luglio 2014 è responsabile della scuola calcio della Vaianese Impavida Vernio. Nella stagione 2014-2015 ha anche giocato nella Scalese allenata da Renzo Ulivieri, contribuendo (anche con 11 reti) alla permanenza della squadra in serie B. Nel febbraio 2015 conquista di nuovo il titolo toscano indoor di atletica al Mandela Forum di Firenze sulla distanza dei 1500 metri e in estate a Pian Degli Ontani quello di corsa in montagna.
A luglio 2015 riceve e accetta la chiamata dell'ACF Fiorentina per ricoprire il ruolo di allenatore in seconda della prima squadra della Fiorentina Women's e di allenatore della formazione Primavera con la quale vince il Torneo Arco di Trento, battendo in finale le Campionesse italiane della Res Roma, e la Coppa Toscana, collezionando nel computo totale della stagione 24 vittorie (con una striscia di 19 vittorie consecutive) e solo due sconfitte (entrambe in trasferta per 1-0). A livello individuale nel podismo e nell'atletica vince gare importanti tra cui il titolo toscano 2016 dei 1500 indoor e il titolo italiano sui 1500 Master F40.
È confermata per il 2016-2017 allenatrice della Primavera dell'ACF Fiorentina, che si qualifica per le Finali nazionali uscendo in semifinale nella doppia sfida contro la Res Roma che, all'andata, infligge alla squadra viola l'unica sconfitta della stagione a cui vanno aggiunte 24 vittorie e 3 pareggi. In quell'occasione si interrompe una striscia di imbattibilità durata 47 partite. Nella stessa stagione la squadra viola conferma anche la vittoria della Coppa Toscana battendo in finale l'Arezzo.
Nel frattempo consegue a Coverciano anche il patentino di "Allenatore di Seconda Categoria UEFA A" con la valutazione di 109/110 e l'abilitazione a insegnante di ruolo a scuola.
Anche per la stagione 2017-2018 è confermata alla guida della Primavera della Fiorentina Women's mentre nel frattempo alcune giocatrici da lei allenate negli anni precedenti sono approdate nella prima squadra impegnata anche in Champion's League.
Nel febbraio 2018 ha vinto un altro titolo toscano indoor di atletica leggera sui 1500 metri al Mandela Forum di Firenze, mentre nel marzo 2018 ha vinto, alla sua seconda partecipazione con la Primavera della Fiorentina Woman's, il suo secondo Torneo Arco di Trento, battendo ancora una volta in finale le campionesse d'Italia della Res Roma per 3-1 dopo aver superato nella semifinale l'Inter per 2-1. Poche settimane dopo, il 28 marzo, battendo il Perugia per 6-0 nello scontro diretto, la squadra si assicura il primo posto nel girone interregionale e si qualifica per il secondo anno consecutivo alle finali scudetto.
Ad agosto 2018 ha vinto un altro titolo toscano nell'atletica, quello assoluto (oltre che quello di categoria Master) di corsa in montagna a Casette di Massa e ha rinnovato l'accordo con la ACF Fiorentina come allenatrice della squadra Primavera donne per il 2019. La squadra arriva alle finali nazionali scudetto uscendo per mano della Juventus e a un passo dalla finale del Torneo di Viareggio, eliminata dall'Inter. Per la stagione 2019-2020 la Fiorentina Woman's le affida l'incarico di guidare le Allieve, categoria di nuova istituzione che segna il primo ingresso delle ragazze al calcio a 11. 
Nel mese di maggio 2021, è stato annunciato il suo accordo con il Pontedera Calcio. Ricoprirà il ruolo di Responsabile del settore giovanile presso il club toscano. L'esperienza è durata pochi mesi, poi è arrivato il disimpegno improvviso della società.
Dalla stagione 2021-2022 fa parte dello staff degli osservatori delle Nazionali di calcio femminili.
Dal giugno 2022 accetta l'incarico di allenare la prima squadra femminile del Coiano Santa Lucia Prato Social Club, che l'aveva cercata anche nella stagione precedente, supportando la società anche nel coordinamento del nascente settore femminile del club. Il campionato si conclude con il secondo posto e la promozione in Eccellenza.
Anche la stagione successiva, il campionato 2022-2023, alla guida della squadra pratese è un successo. Da neopromossa la squadra finisce al terzo posto, a sole tre lunghezze dalle prime due, Pietrasanta e CS Lebovski, che si giocano la promozione nello spareggio. Vengono anche create le basi per la nascita della squadra Juniores per la stagione successiva. A sorpresa, però, si interrompe il rapporto con la società laniera, che dopo aver inserito forze nuove nella dirigenza decide di cambiare guida tecnica.
Nel campionato 2024-2025 Sara Colzi "trova casa" al Rinascita Doccia di Sesto Fiorentino, che a sua volta milita nel campionato di Eccellenza femminile. La squadra si qualifica per la finale regionale della Coppa Italia battendo nel doppio confronto di semifinale sia a Sesto Fiorentino (2-0) che a Prato (1-3) proprio il Prato SC e chiude seconda in campionato a 3 punti dalla vetta, dietro alla Casolese. A fine stagione decide di non proseguire la collaborazione con la società.